# Lichères-sur-Yonne
Lichères-sur-Yonne là một xã thuộc tỉnh Yonne trong vùng Bourgogne-Franche-Comté miền bắc nước Pháp.